# Anison
Der Begriff Anison (アニソン, ein Kofferwort aus Anime und Song) beschreibt in der japanischen Populärmusik Musikstücke, die ausschließlich für Anime produziert werden. In den meisten Fällen handelt es sich dabei um musikalische Werke, die in den Vor- bzw. Abspannsequenzen von Anime-Produktionen zu hören sind. Anison ist dabei eher als ein Schirmbegriff zu betrachten, da Anison-Stücke in allen Musikrichtungen angesiedelt sein können. Es gibt allerdings auch Beschreibungen, die Anison als eigene Musikrichtung innerhalb der japanischen Musik verstehen. In Japan gelten Anison-Stücke als besonders erfolgreich, während in der westlichen Kultur Anison innerhalb der weltweit wachsenden Otaku-Szene weit verbreitet sind.
Sowohl auf nationaler als auch auf internationaler Ebene finden Anison-Festivals statt, darunter das Animelo Summer Live in Japan, das I Love Anisong im Rahmen des Anime Festival Asia, das Anisong World Matsuri in Los Angeles oder das Anisong Festa im Rahmen der Japan Expo in Paris. In Deutschland treten Anison-Künstler bei Anime-Conventions wie der AnimagiC auf.
In Deutschland erscheinen Anison-Stücke bekannter Anime-Fernsehserien und -filme in deutscher Sprache zum Beispiel auf der CD-Kompilation Anime Nation.

## Geschichtlicher Hintergrund

### 1930–1970: Anfänge und erste Einflüsse
Jun’ichi Kōuchis Film Namakura Gatana aus dem Jahr 1917 wird als erster animierter Film in Japan betrachtet. Die Stummfilme dieser Zeit wurden bei der Vorführung von Pianisten begleitet. Für die Begleitung mit Sprache gab es Benshi, die gelegentlich auch Lieder zu einem Film live sangen. Die Nutzung von Musik im Film selbst hielt erst im Jahre 1928 Einzug. Das erste Werk, welches Musik nutzte, war Kuroi Nyago von Noburō Ōfuji. Dieser dreiminütige Film zeigt Charaktere, die zu einem vorher aufgenommenen Jazz-Lied tanzen. Retrospektiv wird dies als Prototyp von Anime-Songs betrachtet. Ito Auch Untertitel zum Mitsingen für das Publikum wurden immer wieder ausprobiert, waren unter anderem wegen nicht in jedem Kino gleicher Abspielgeschwindigkeit schwer zu takten. Für den Propagandafilm Momotarō: Umi no Shimpei von 1945 scheint dieses Problem gelöst worden zu sein. In der zentralen Szene soll Publikum das eingeblendete Lied A-I-U-E-O mitsingen.
Nach dem Ende des Zweiten Weltkrieges erfuhr die japanische Unterhaltungsbranche in den 1950er- und 1960er-Jahren ein Revival und eine kulturelle Weiterentwicklung. Ito Im Jahr 1963 wurde die Animeproduktion Astro Boy im japanischen Fernsehen gezeigt, dessen Titellied Theme of Astro in der japanischen Bevölkerung durch die Nutzung als „Abschiedslied“ am Bahnhof Takadanobaba größere Bekanntheit erlangen konnte. Ito Mit zur Popularität des Liedes beigetragen hat zudem die Einbindung des Poeten Shuntarō Tanikawa, der den Liedtext schrieb. Ito Bereits seit dieser Zeit fiel den Liedern für die Vorspanne von Animeserien eine große Bedeutung zu, denn es etablierten sich Vorspanne mit 1,5 Minuten Länge und entsprechend langen Liedern, um möglichst viele Animationen wiederzuverwenden zu können und den Zuschauern ein rituelles Erlebnis zu bieten.

### 1970–2000: Popularität während und nach der Bubble Economy
In den 1970er-Jahren erfuhr Animemusik einen weiteren Popularitätsanstieg infolge des Wirtschaftswachstums in Japan, was zu einer weiteren kulturellen Entwicklung führte. Personen, die exklusiv Lieder für Anime-Produktion einsangen, wurden als „Anison“-Interpreten bekannt. Trotz mangelnder öffentliche Auftritte dieser Sänger wurden die Titellieder von Animeserien wie Mazinger Z, Space Battleship Yamato oder Candy Candy in der japanischen Bevölkerung populär. Ito Mitte der 1970er Jahre entstand ein Boom von Anime-Soundtrack- und Titellied-Veröffentlichungen, die sich als neuer Merchandising-Zweig der Branche etablierten. Auch Compilationen von Liedern aus unterschiedlichen Werken wurden nach Themen zusammengestellt und Musik aus älteren Serien erstmals selbstständig veröffentlicht. Etwa zur gleichen Zeit konnten die Synchronsprecher Toshio Furukawa und Tōru Furuya, welche im Anime Mobile Suit Gundam jeweils Sprechrollen hatten, mit dem Gesangskollektiv Slapstick eine große weibliche Anhängerschaft aufbauen. Die Mitglieder des Kollektivs waren frühere Synchronsprecher (jap. Seiyū), welche in der Serie eine Sprechrolle hatten. Ursprünglich nutzten Anime-Titellieder den Namen und die Handlung der Anime-Produktionen. Später änderte sich die Sichtweise in den Liedtexten, die sich nun mit den Gefühlen und Gedanken der in den Werken vorkommenden Charakteren auseinandersetzten, wodurch eine universellere Anziehungskraft und eine Erweiterung des Kontextes über die Handlung des Werkes hinaus erreicht werden konnte. Ito
In der Hochphase der Bubble Economy in der zweiten Hälfte der 1980er-Jahre begannen auch Musiker außerhalb der Anime-Industrie Titellieder für Animes zu produzieren. Ito 1984 erreichte die Single Ai Oboete Imasu ka von Lynn Minmay A Platz sieben der heimischen Oricon-Charts. Ito Auch erfuhr der Anime zum Manga Cat’s Eye aufgrund der Mitarbeit der Sängerin Anri als Interpretin der Titelmusik, die zuvor keine Kontakte zur Anime-Industrie hatte, großes Medieninteresse. Ito Auch die Band TM Network, die zuvor nie in einer Anime-Produktion involviert war, erhielt im Jahr 1987 größeres Medienecho für ihr Lied Get Wild, welches im Anime City Hunter zu hören ist. Ito Aufgrund der großen Popularität des Liedes wurde die Band zum Kōhaku Uta Gassen eingeladen, wo sie dieses aufführten. Ito Zu diesem Zeitpunkt wurde es zur Normalität, dass auch etablierte Künstler Anime-Musik und Tie-in-Songs veröffentlichen. Ito
Nach dem Zusammenbruch der Wirtschaftsblase gründeten sich in Japan Musiklabels, die sich exklusiv auf die Produktion von Anime-Musik ausgerichtet haben, wie zum Beispiel Starchild von King Records. Ito Dies geht auch auf dem in Japan bekannten Being Boom (ビーイングブーム), einem Phänomen benannt nach dem Unternehmen Being Inc. zurück. Dieses konnte einen signifikanten Popularitätsanstieg verzeichnen, nachdem dessen Künstler Zard und Maki Ohguro Lieder veröffentlichten, die von der Öffentlichkeit positiv wahrgenommen wurden. Ito Im Oktober des Jahres 1995 veröffentlichte Sängerin Yōko Takahashi, die zu diesem Zeitpunkt bei Starchild unter Vertrag stand, das Lied Zankoku na Tenshi no These, Titellied zur Animeserie Neon Genesis Evangelion, welches zu den heute bekanntesten Animesongs zählt und in Japan auch außerhalb der Anime-Community einen gewissen Bekanntheitsgrad erreichen konnte. Ito Zu etwa der gleichen Zeit löste der J-Pop den Kayōkyoku als eine der populärsten Musikrichtungen in Japan ab, sodass auch Animesong-Interpreten wie die Sängerin Masami Okui begannen, Elemente der japanischen Popmusik in ihren Werken zu nutzen. Ito Die Synchronsprecherinnen Hekiru Shiina, Mariko Kōda und Megumi Hayashibara starteten zudem Karrieren als Musikerinnen. Andere Synchronsprecher gründeten Gesangskollektive und begannen damit, Anime-Songs aufzuführen, wie etwa die Seiyū Minami Takayama und ihre Gruppe Two-Mix.

### 2000–2020: Synchronsprecher-Boom

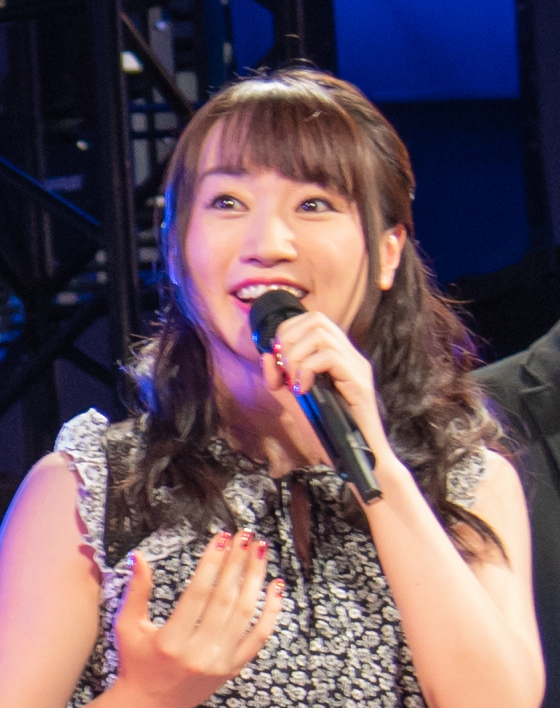
Nana Mizuki, hier im Jahr 2018, war in den Jahren 2010 und 2011 die kommerziell erfolgreichste Idol-Synchronsprecherin.

In den Anfängen der 2000er-Jahre erfuhr die Produktion von Late-Night-Anime einen Aufschwung. Synchronsprecher wie Yui Horie, Yukari Tamura oder Nana Mizuki erhielten Plattenverträge bei King Records und wurden als Idol-Synchronsprecher vermarktet. Mitte der 2000er-Jahre kam es zu einem „Seiyū“-Boom. Ito Ungefähr zeitgleich erfuhr auch die Idol-Branche ein massives Wachstum, welche als „Idol-Warring-Periode“ bekannt wurde.
Im Jahr 2005 erreichte das Lied Eternal Blaze von Nana Mizuki, welches in der Vorspannsequenz zur Animeserie Mahō Shōjo Ririkaru Nanoha Ēsu zu hören ist, Platz zwei der heimischen Singlecharts. Im Folgejahr erschien mit Hare Hare Yukai ein Lied, welches von den Synchronsprecherinnen Aya Hirano, Minori Chihara und Yūko Gotō eingesungen wurde. Dieses fungierte als musikalischer Abspann der Anime-Adaption Die Melancholie der Haruhi Suzumiya und sorgte durch einen kurzen Ausschnitts der Videosequenz, in welcher die Charaktere einen Tanz aufführen, für einen rasanten Anstieg der Popularität. B In den folgenden Jahren stieg die Anzahl der Synchronsprecher innerhalb der Anime-Industrie und Anime-Musik wurde in der allgemeinen Bevölkerung bekannter. Ito Die Anison-Industrie begann, vermehrt junge Mädchen zu scouten, die in der Lage waren, eine Idol-ähnliche Präsenz zu entwickeln. Beispielhaft hierfür sind unter anderem Aya Hirano, Riisa Naka oder Koharu Kusumi.
Im Jahr 2010 erreichte Ho-kago Tea Time, eine fiktionale Band aus dem K-On!-Franchise, als erste Anime-Charaktere überhaupt simultan Platz eins und zwei der heimischen Oricon-Singlecharts mit der Veröffentlichung zweier ihrer Singles. In der Folgezeit wurden Idol-thematisierende Multimedia-Projekte wie Love Live!, Uta no Prince-sama oder The Idolmaster populär. Am 1. Dezember 2010 publizierte Billboard Japan erstmals die Hot-Animation-Charts, welche ausschließlich Anime- und Videospielmusik listet.

### Seit 2020: Bekanntheit außerhalb Japans
Bereits ab den 1990er Jahren erschien Musik aus Animes auch außerhalb Japans, zielte dabei jedoch auf den Markt der teils noch kleinen Fanszene. So erschien in den USA 1998 mit The Best of Anime bei Kid Rhino erstmals eine CD mit Anisons, eine Zusammenstellung von Liedern aus 16 der beliebtesten Serien, meist die Vorspanntitel. In den 2000ern wurde der Verkauf von Anisons und anderer Musik zu Animes bereits ein üblicher Teil von Anime-Conventions. Seit den 2020er-Jahren erfahren Animesongs auf weltweiter Ebene wachsende Bekanntheit außerhalb der Anime-Anhängerschaft, was unter anderem aufgrund der einfacheren Verfügbarkeit durch Streamingdienste wie Spotify und durch Werbung von Fans und Künstlern in den sozialen Medien begünstigt wurde. Yoasobis Idol, musikalischer Vorspann der Animeserie Oshi no Ko, erreichte zum Beispiel Platz sieben der Billboard Global 200 und als erstes japanischsprachiges Lied Platz eins der Global 200 (excl. US).
Sängerin Ado, die ihre Gesangstimme dem Charakter Uta im Animefilm One Piece Film: Red lieh und mit Uta no Uta: One Piece Film Red das dazugehörige Soundtrack-Album veröffentlichte, erreichte Chartnotierungen in Frankreich, Spanien und der belgischen Region Wallonien. Sänger Kenshi Yonezu erhielt für sein Lied Kick Back, dem musikalischen Vorspann zum Anime Chainsaw Man, als erster japanischer Populärmusik-Künstler eine Goldene Schallplatte in den Vereinigten Staaten. Das Hip-Hop-Duo Creepy Nuts schafften mit ihrem Lied Bling-Bang-Bang-Born, welches im Vorspann der zweiten Staffel der Animeserie Mashle: Magic and Muscles den Einstieg in die französischen Singlecharts, nachdem ein Ausschnitt der Vorspannsequenz zu einem viralen Hit in den sozialen Medien wurde.

## Musikalische Entwicklungen
Anime-Musik hatte einen wesentlichen Einfluss auf die Entstehung der Musikrichtungen Denpa Song und Moe Song.

## Lokalisierungen von Animemusik
In der Vergangenheit wurden neben der Lokalisierung von Anime-Produktionen an sich, auch Übersetzungen der Vor- und Abspannmusik vorgenommen. Ein frühes bekanntes Beispiel ist die Animeserie Astro Boy, welches ein englisches Vorspannlied erhielt, dass direkt vom japanischen Original adaptiert wurde.
Nachdem Astro Boy in den Vereinigten Staaten ein Erfolg wurde, folgten weitere internationale Veröffentlichungen von Anime-Produktionen, wie etwa Kimba, der weiße Löwe, welcher als erster Animetitel ein komplett eigenes englischsprachiges Vorspannlied erhielt. Ursprünglich wurde die Lokalisierung von Animemusik durchgeführt, da das Medium zu diesem Zeitpunkt neu war, und US-amerikanische Fernsehproduzenten ihr Angebot ihrer Zuschauerschaft so gut wie möglich zugänglich machen wollten. Außerdem spielten kulturelle Spannungen aus der Zeit des Zweiten Weltkrieges eine Rolle, da man die Herkunft der Produktionen aufgrund japanophober Einstellungen innerhalb der amerikanischen Gesellschaft verschleiern wollte.
Nachdem das Medium Anime in Nordamerika bis Ende der 1980er-Jahre keinen größeren Einfluss erreichen konnte, änderte sich dies mit der internationalen Veröffentlichungen von Filmen wie Akira. Mitte der 1990er-Jahre waren Anime-Produktionen in der nordamerikanischen Bevölkerung akzeptiert. Serien, wie Sailor Moon, Pokémon oder Dragon Ball, wurden zu Blockbustern. Alle drei Werke bekamen eine englischsprachige Vorspannmusik, wobei das Vorspannlied bei Pokémon und Dragon Ball nicht auf dem japanischen Original basiert. Die Titelmusik anderer Serien, wie Rurouni Kenshin oder Tenchi Muyo wurde aus dem Japanischen übersetzt, wobei die musikalische Komposition beibehalten wurde. Ende der 1990er-Jahre nahm das Phänomen der lokalisierten Anime-Titelmusik allmählich ab; Gegen Mitte der 2000er-Jahr war es nahezu fast verschwunden. Nur einzelne Titel verwenden noch lokalisierte Titelmusik.
Auch im deutschsprachigen Raum wurden anfänglich lokalisierte Titellieder für Animeserien produziert. Zu den bekannten Interpreten zählten Frank Schindel, Andy Knote, Petra Scheeser und Noel Pix, welche Titelmusik von Animeserien wie Pokémon, Digimon, Pretty Cure, Detektiv Conan oder Dragon Ball ins Deutsche übersetzten und produzierten. Diese erschienen überwiegend über dem Musikverlag Arts of Toyco.
Auch in weiteren Ländern war die Lokalisierung von Liedern in Animes üblich. So sang in Frankreich Chantal Goya das Lied für Jackie und Jill – Die Bärenkinder vom Berg Tarak und Claude Lombard sang für über 40 animierte Serien aus Japan und den USA, darunter Die Königin der Tausend Jahre und Nadine – Stern der Seine. In Italien wurden Micronauts mit Musik für Daitarn 3 bekannt, Cristina D’Avena mit ihrer Arbeit für mehrere Serien oder Massimo Dorati mit seinem Lied für das Opening von Dirty Pair.

## Medien

### Musiklabels (Auswahl)
Folgende Musiklabels fokussieren sich auf die Produktion und Veröffentlichung von Anime-Musik:
| - Animex Pia - FlyingDog Pia - King Amusement Creative (ehemals Starchild) Ito - Lantis Pia | - Mages (ehemalig 5bp Records) Pia - Sacra Music Pia - Tōhō Animation Record Pia - Good Smile Records Pia |

### Künstler (Auswahl)
Folgende Liste ist eine Auswahl von Solo-Musikern und Musikgruppen, die hauptsächlich Anime-Musik produzieren und veröffentlichen. Hinzu kommen Musikgruppen, die im Zuge von Media-Mix-Anime-Projekten gegründet wurden. Nicht gelistet werden Musiker und Gruppen, die nur gelegentlich Musik für Anime-Produktionen beisteuern.
| Solo-Künstler/innen - Eir Aoi - Shōta Aoi - Kana Hanazawa Pia - Megumi Hayashibara - Yui Horie - Sōichirō Hoshi - Miyu Irino - Kanako Itō Pia - Hironobu Kageyama Pia - LiSA Pia - May’n Pia - Inori Minase - Mamoru Miyano - Nana Mizuki Ito - Hiroko Moriguchi - Masami Okui Ito - Daisuke Ono Pia - Haruka Tomatsu - Nao Tōyama Pia - Maaya Uchida - Sumire Uesaka - ZAQ Pia | Musikgruppen - Ali Project Pia - Aqours C Pia - Angela Pia - ClariS Pia - Dialogue+ - Egoist Pia - fripSide - Garnidelia Pia - Grandrodeo Pia - iRis - JAM Project - Mia Regina - Morfonica D - Oldcodex Pia - OxT - Poppin’Party D - Raise A Suilen D - Roselia D - Trefle - TrySail Pia - Walküre E - μ’s C |

### Belege
1. ↑  Huann Binimbol: What Is Anisong. Manga Planet, 8. Mai 2020, abgerufen am 20. Januar 2021.
2. ↑  The Growing Anison Scene. Trends in Japan, 13. Juli 2016, abgerufen am 20. Januar 2021.
3. ↑  Anime Nation. Discogs, abgerufen am 20. Januar 2021.
4. 1 2 3  Jonathan Clements, Helen McCarthy: The Anime Encyclopedia: A Guide to Japanese Animation Since 1917. 2. Auflage. Stone Bridge Press, 2009, ISBN 978-1-933330-10-5, S. 433 f.
5. 1 2  Jonathan Clements: Anime - A History. Palgrave Macmillan, London 2013, ISBN 978-1-84457-390-5, S. 46 f.
6. ↑  Fred Patten: All Those Japanese Animation Soundtracks. In: Watching Anime, Reading Manga – 25 Years of Essays and Reviews. Stone Bridge Press, Berkeley 2004, S. 90–92.
7. 1 2 3  アイドル声優とは？概要や歴史・なり方・アイドルとの違いなどを徹底解説. In: Tokyo School of Anime. 4. Januar 2019, abgerufen am 14. Februar 2024 (japanisch).
8. ↑  Anu, Katrin: Toru Furuya at Desucon. In: Jame-world.com. 8. März 2009, abgerufen am 14. Februar 2024 (englisch).
9. ↑  Richard Eisenbeis: The Fictional (Yet Amazingly Popular) Singers of Japan. In: Kotaku. 7. September 2012, abgerufen am 14. Februar 2024 (englisch).
10. ↑  Terrence Pryor: Top 11 best anime intros and opening themes. In: Axs.com. 15. Oktober 2018, archiviert vom Original (nicht mehr online verfügbar) am 16. Oktober 2018; abgerufen am 14. Februar 2024 (englisch).
11. ↑  Ederlyn Peralta: From Akira to Cowboy Bebop, Anime’s Most Iconic Soundtracks. In: Comic Book Resources. 9. August 2020, abgerufen am 14. Februar 2024 (englisch).
12. 1 2  Rena Murakami: TWO-MIX、fripSide、GRANRODEO、Sir Vanity……声優が属する音楽ユニットの歴史を辿る. In: Realsound.jp. 16. Februar 2022, abgerufen am 14. Februar 2024 (japanisch).
13. ↑  Egan Loo: Top-Selling Voice Actresses/Actors: 2011. In: Anime News Network. 2. Dezember 2011, abgerufen am 14. Februar 2024 (englisch).
14. 1 2  角川とアップフロントがアイドル声優オーディション開催. In: Oricon. 2. Juli 2008, abgerufen am 14. Februar 2024 (japanisch).
15. ↑  Justin Sevakis: Why Isn't Idol Culture Bigger In America? In: Anime News Network. 3. September 2018, abgerufen am 14. Februar 2024 (englisch).
16. ↑  Mamoru Onoda: “アイドル戦国時代”幕開けの瞬間（前編）. In: Natalie.mu. 26. Mai 2020, abgerufen am 14. Februar 2024 (japanisch).
17. ↑  Kim Morrissy: Why Was the Haruhi Suzumiya Series a Big Deal? In: Anime News Network. 30. November 2020, abgerufen am 14. Februar 2024 (englisch).
18. ↑  『涼宮ハルヒの憂鬱』のED主題歌、ファンの力で初登場5位! In: Oricon. 15. Mai 2006, abgerufen am 14. Februar 2024 (japanisch).
19. ↑  Egan Loo: K-On!! Puts 1st Anime Band at #1 on Weekly Singles Chart (Updated). In: Anime News Network. 3. Mai 2010, abgerufen am 14. Februar 2024 (englisch).
20. ↑  Hiroki Tai: 最近よく聞く“2.5次元”、その定義とは？ In: Oricon. 14. Februar 2015, abgerufen am 14. Februar 2024 (japanisch).
21. ↑  Fujiko Itabashi: 「うたプリ」「Bプロ」…女性ターゲットのアイドルアニメ大豊作！　新時代の覇者は生まれるか. In: Realsound.jp. 1. September 2016, abgerufen am 14. Februar 2024 (japanisch).
22. ↑  ビルボードジャパン新チャート提供開始のお知らせ. In: Kyodo News. 1. Dezember 2010, archiviert vom Original (nicht mehr online verfügbar) am 24. Juni 2012; abgerufen am 14. Februar 2024 (japanisch).
23. ↑  Fred Patten: The Best of Anime CD Liner Notes. In: Watching Anime, Reading Manga – 25 Years of Essays and Reviews. nachträglicher Kommentar. Stone Bridge Press, Berkeley 2004, S. 44.
24. ↑  Fred Patten: All Those Japanese Animation Soundtracks. In: Watching Anime, Reading Manga – 25 Years of Essays and Reviews. Stone Bridge Press, Berkeley 2004, S. 89 (nachträglicher Kommentar).
25. ↑  Michelle Hyun Kim: What are Anisongs? How Music for Anime Became a Growing Global Sensation. In: Chartmetric.com. 28. Juni 2023, abgerufen am 14. Februar 2024 (englisch).
26. ↑  Gary Trust: YOASOBI’s ‘Idol’ Surges to No. 1 on Billboard Global Excl. U.S. Chart. In: Billboard. 5. Juni 2023, abgerufen am 14. Februar 2024 (englisch).
27. ↑  Chartverfolgung: FR – BE (WA) – ES (Memento vom 6. Dezember 2022 im Internet Archive)
28. ↑  William Moo: Kenshi Yonezu’s Chainsaw Man Opening Theme “KICK BACK” Certified Gold by RIAA. In: Anitrendz.net. 25. Oktober 2023, abgerufen am 14. Februar 2024 (englisch).
29. ↑  Kenshi Yonezu on ‘KICK BACK’ Becoming First Japanese-Language Song Certified Gold by RIAA: Interview. In: Billboard. 17. November 2023, abgerufen am 14. Februar 2024 (englisch).
30. ↑  Creepy Nutsが世界中でヒット、BBBBダンスも話題に / 「オーバーライド」の音MADがただいま爆増中. In: natalie.mu. 26. Januar 2024, abgerufen am 14. Februar 2024 (japanisch).
31. ↑  Creepy Nuts – Bling-Bang-Bang-Born. In: lescharts.com. Abgerufen am 14. Februar 2024 (englisch).
32. 1 2 3 4 5 6 7  OkiOkiPanic: Lyrical Localization: Official English Versions of Anime Songs. In: Honeysanime.com. 16. Februar 2019, abgerufen am 14. Februar 2024 (englisch).
33. ↑  Anime A-Z. In: Toyco.de. Abgerufen am 14. Februar 2024.
34. 1 2 3 4 5  寒さも吹き飛ばす大熱狂のアニソンのパワー「ANIMAX MUSIX 2021」Part2ライブレポート. In: Spice.eplus.jp. 24. November 2021, abgerufen am 14. Februar 2024 (japanisch).
35. 1 2 3 4 5 6 7 8 9 10  『KING SUPER LIVE』オンラインで30日開催 過去ライブ映像使用しセットリスト組む. In: Oricon. 26. Mai 2020, abgerufen am 14. Februar 2024 (japanisch).
36. 1 2 3  2019年、アニソンアプリ「アニュータ」で最も再生されたのは誰だ!? 年間ランキング大賞「ANiUTa AWARD」発表. In: Animeanime.jp. 20. Dezember 2019, abgerufen am 14. Februar 2024 (japanisch).
37. ↑  Junji Oda: 水樹奈々、上坂すみれ、内田真礼……貫禄の歌声とクリエイターの手腕味わえる女性声優の最新作. In: Realsound.jp. 3. November 2021, abgerufen am 14. Februar 2024 (japanisch).
38. ↑  アニサマ2021：i☆Ris　幹葉、犬寄しのぶ（高木美佑）とコラボ　「こどちゃ」OP「ウルトラ リラックス」披露　テンション爆上げ！ In: Mantan Web. 27. August 2021, archiviert vom Original (nicht mehr online verfügbar) am 23. März 2022; abgerufen am 14. Februar 2024 (japanisch).
39. ↑  アニソン界のパイオニア JAM Project、待望の有観客ライブ映像リリース「120%の力で臨んだ」. In: Oricon. 28. Januar 2022, abgerufen am 14. Februar 2024 (japanisch).
40. ↑  Mia REGINA×Arte Refact 桑原 聖＆本多友紀が考える、“アニソン”の定義と2010年代の展開. In: Realsound.jp. 3. Januar 2017, abgerufen am 14. Februar 2024 (japanisch).
41. ↑  声優ユニットTrefle、デビュー作で「チェンクロ」とコラボ. In: Natalie.mu. 22. Oktober 2013, abgerufen am 14. Februar 2024 (japanisch).